# Ванвителли, Луиджи
Луи́джи Ванвите́лли (итал. Luigi Vanvitelli; 12 мая 1700, Неаполь — 1 марта 1773, Казерта) — итальянский рисовальщик, живописец и архитектор; представитель переходного стиля от позднего барокко к неоклассицизму. Работал в Анконе и Риме, был придворным архитектором неаполитанских Бурбонов. Построил самое большое здание XVIII века — Королевский дворец в Казерте. В 2016 году его именем назван Университет компании «Луиджи Ванвителли».

## Биография
Луиджи родился в Неаполе 12 мая 1700 года в семье голландского живописца-пейзажиста, мастера ведуты, романиста Гаспара ван Виттела, который около 1675 года поселился в Риме, стал известен в Италии как Гаспаре Ванвителли, и Анны Лоренцани, дочери литератора Джованни Андреа. С 1699 по 1702 годы Гаспаре Ванвителли работал в Неаполе на стройке Королевского дворца по приглашению испанского вице-короля Луис Франциско де ла Серда и Арагон, 9-го герцога Мединасели; в честь вице-короля мальчику дали имя Луиджи. В следующем году родители переехали в Рим, где они затем жили постоянно.

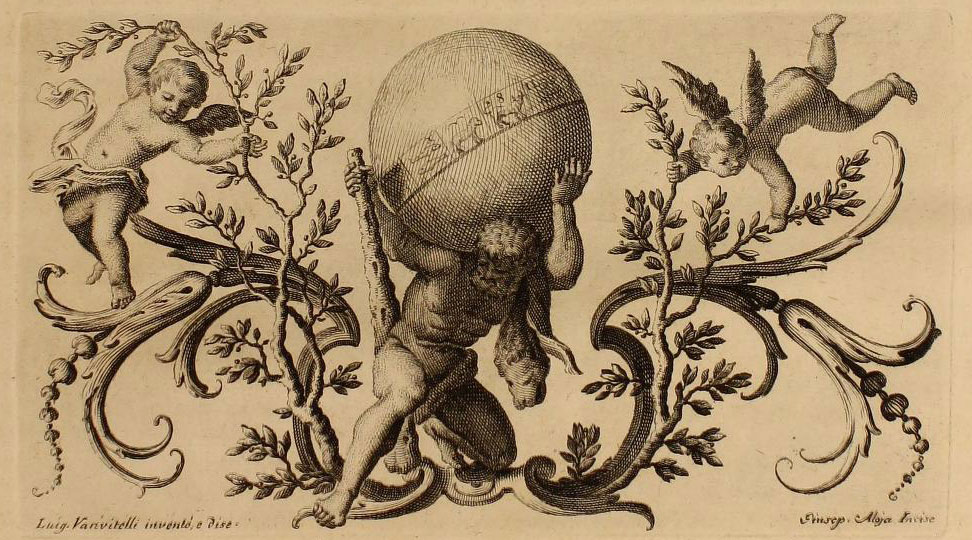
Рисунок, изображающий Ванвителли в образе Геркулеса, несущего на себе небесный свод

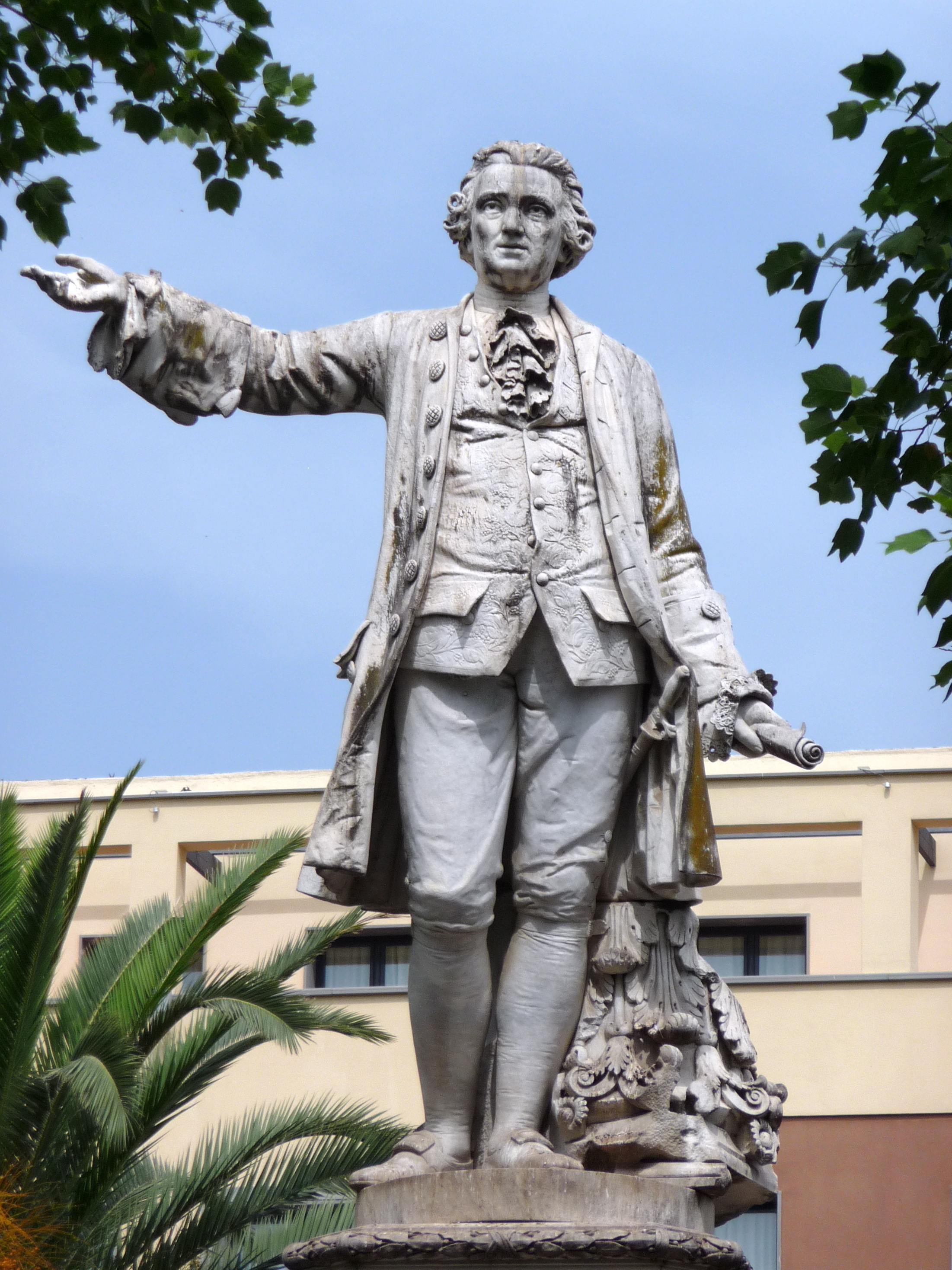
Памятник архитектору. Пьяцца Ванвителли, Казерта

Вначале Луиджи учился живописи под руководством отца, получившего в 1716 году третью премию Академии Святого Луки в Риме, затем начал изучение «перспективного рисунка» и архитектуры благодаря дружбе отца с архитектором Филиппо Юваррой. Отец часто передавал мальчику свои альбомы с рисунками, а также его деда по материнской линии Андреа Лоренцани, поощряя его продолжать обучение. Со временем Луиджи Ванвителли также смог создать свою собственную школу, основанную на «эрудированном классицизме», полученном в результате непосредственного изучения античных памятников Вечного города.
В молодости Луиджи работал со своим учителем Никколо Сальви над расширением Палаццо Киджи-Одескальки, в постройке которого ранее принимал участие Джованни Лоренцо Бернини, и с ним же разработал проект капеллы для церкви Святого Роха в Лиссабоне (Португалия). В это же время Ванвителли достиг значительных успехов в живописи, театрально-декорационном искусстве и фресковых росписях в архитектуре. Он, в частности, писал фрески в капелле церкви Санта-Чечилия-ин-Трастевере. Однако после первых шагов в качестве сценографа и живописца, в 1726 году Ванвителли был назначен помощником архитектора Дж. Антонио Валерио на работах в соборе Святого Петра в Ватикане.
В 1728 году Ванвителли был принят члены философско-литературной Академии Аркадия под вызывающим воспоминания именем Клеанте Фидиако, изменённым примерно в 1764 году на Архимед Фидиако (по традиции аркадийцам давали вымышленные имена). Ванвителли, однако, был чужд писательскому ремеслу, и ему с сожалением пришлось сочинить «нелепый сонет» (как он сам его определил), который впоследствии был опубликован в 1764 году в сборнике аркадских стихов; гораздо более подходящим для его интересов было поступление в 1733 году в Академию Святого Луки.
Его первые самостоятельные работы — восстановление Палаццо Альбани в Урбино, семейного дворца папы Климента XI (1728), церкви Сан-Франческо, также в Урбино, где в капелле Альбани он использовал раннехристианский саркофаг с барельефом Доброго Пастыря, акведук и фонтан в Вермичино (во Фраскати, Лацио). В 1732 году Ванвителли участвовал в двух конкурсах, объявленных папским двором: один касался постройки фонтана Треви, другой — строительства фасада базилики Сан-Джованни-ин-Латерано. Несмотря на то, что Ванвителли проиграл оба конкурса, он смог привлечь к себе внимание, поскольку его проекты были положительно оценены экспертами.
Папа Климент XII поручил Луиджи Ванвителли обустройство и расширение порта Анконы (область Марке) и многие другие постройки в этом городе. Тем не менее, он не преминул поехать в Рим, где продолжал выполнять обязанности архитектора собора Святого Петра. Он провёл ряд важных работ по укреплению купола, возведённого по проекту Микеланджело.
В те же годы Ванвителли было поручено строительство капеллы Сан-Джованни Баттиста в лиссабонской церкви Сан-Рокко, а в Риме — строительство монастыря августинцев. С 1748 года Ванвителли завершал оформление интерьеров и нового фасада базилики Санта-Мария-дельи-Анджели-э-дей-Мартири в бывших термах Диоклетиана. Фасад позднее был разрушен ради восстановления идеи Микеланджело, но замечательные интерьеры Ванвителли, украшенные разноцветным мрамором и иллюзорными росписями в стиле «тромплёй» (фр. trompe-l'œil), сохранились. Архитектор также составил проект кампанилы (колокольни) базилики Санта Каза (Святого дома) в Лорето близ Анконы (самой высокой колокольни в регионе Марке, 1750−1774).
Работы архитектора в Анконе привлекли внимание неаполитанского короля Карла VII, который пригласил Ванвителли строить загородный дворец в Казерте близ Неаполя, призванный стать своеобразным «итальянским ответом» французскому Версалю. Над этим проектом Ванвителли работал до самой смерти. Помимо грандиозного дворца с 1200 помещениями и театром, он работал над устройством садов, заботясь об обеспечении эффектных видов на дворец, а для водоснабжения дворца спроектировал «акведук Ванвителли», считавшийся чудом инженерного искусства. В поисках водных источников вместо старого акведука Аква-Джулия, архитектор ушёл далеко от Казерты, пока не достиг плодородной долины Каудина, где он нашёл истоки воды у подножия горы Табурно. Строительная площадка дворца была огромной: там работало около трёх тысяч человек, включая каменщиков, плотников, кузнецов, каменщиков, чернорабочих, каторжников и рабов-мусульман, которые также использовали силу животных.
Луиджи Ванвителли много трудился над украшением Неаполя. Среди таких проектов — базилика Сантиссима-Аннунциата в центре Неаполя, которая после смерти Луиджи была закончена его сыном Карло, а на озере Фузаро Ванвителли выстроил для короля миниатюрный домик для охотничьих забав, получивший название «Домик Ванвителли».
Утомлённый медленным строительством дворца, появлением первых проблем со здоровьем и, прежде всего, интригами двора, Ванвителли в этот период он редко покидал Казерту. Он вернулся к сценографии, подготовив в 1766 году декорации к бракосочетанию Фердинанда IV с Марией Джузеппой, а после смерти последней и с Марией Каролиной, торжество состоялось в 1768 году. Архитектор скончался 1 марта 1773 года. Почти забытый, он был похоронен в церкви Сан-Франческо ди Паола, в непосредственной близости от королевского дворца. Надгробные надписи были заказаны историку из Казерты Франческо Даниэле.
Ванвителли с 1737 года был женат на Олимпии Старич, дочери счетовода на строительстве Сан-Пьетро; брак оказался счастливым и увенчался рождением восьми детей. Из них наиболее известен Карло Ванвителли (1739—1821), также архитектор, он продолжил строительство дворца в Казерте после смерти отца и создал несколько престижных зданий в Неаполе.
Учеником Ванвителли в Неаполе был Антонио Ринальди, позднее прославившийся в России. Другой ученик — архитектор Франческо Сабатини.

## Королевский дворец (La Reggia) в Казерте

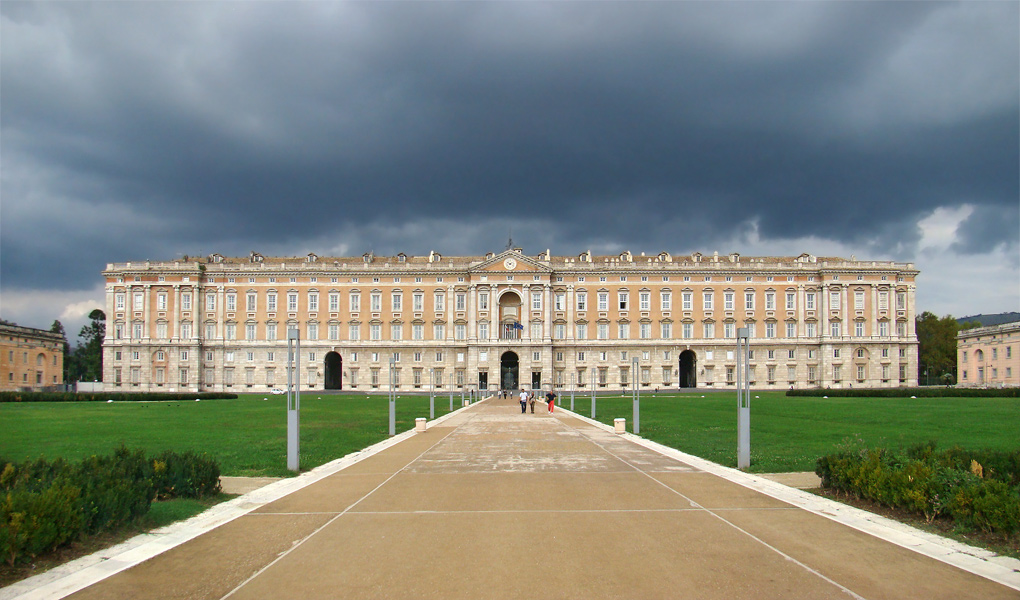
Главный фасад
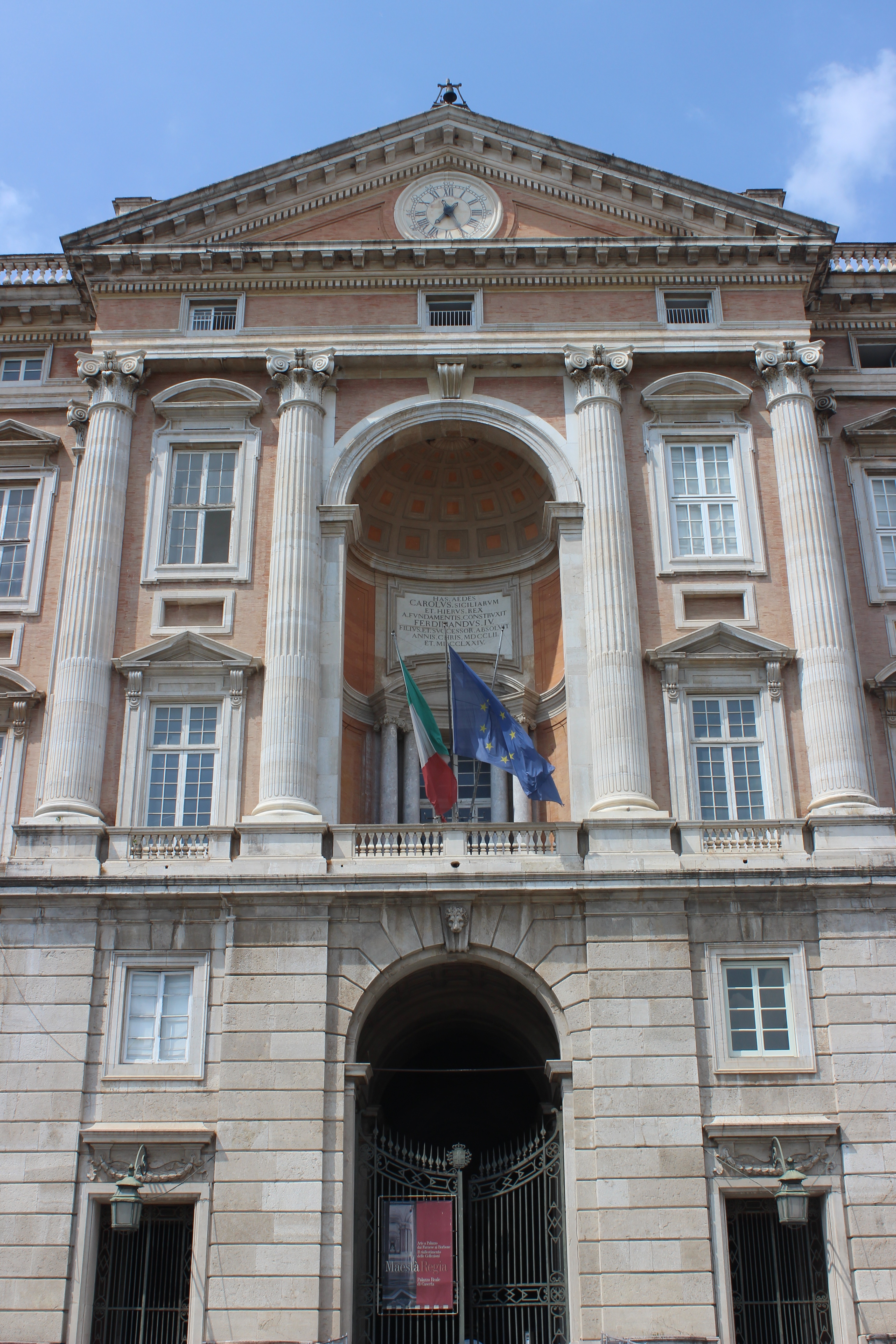
Центральный ризалит
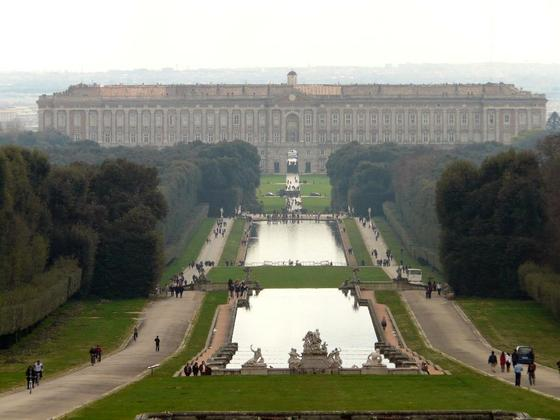
Садовый фасад
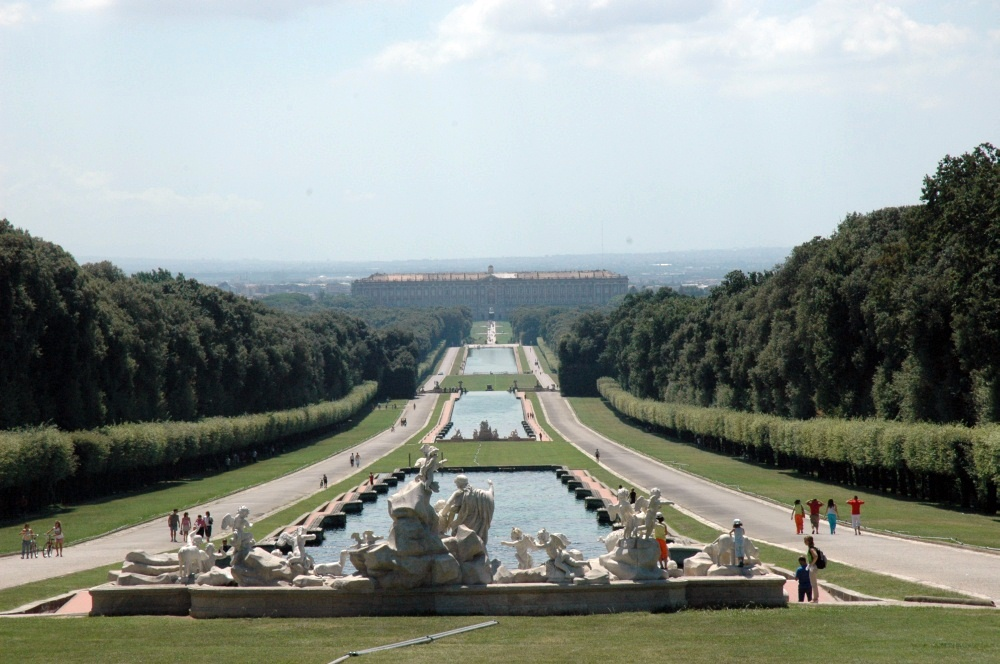
Перспектива парка
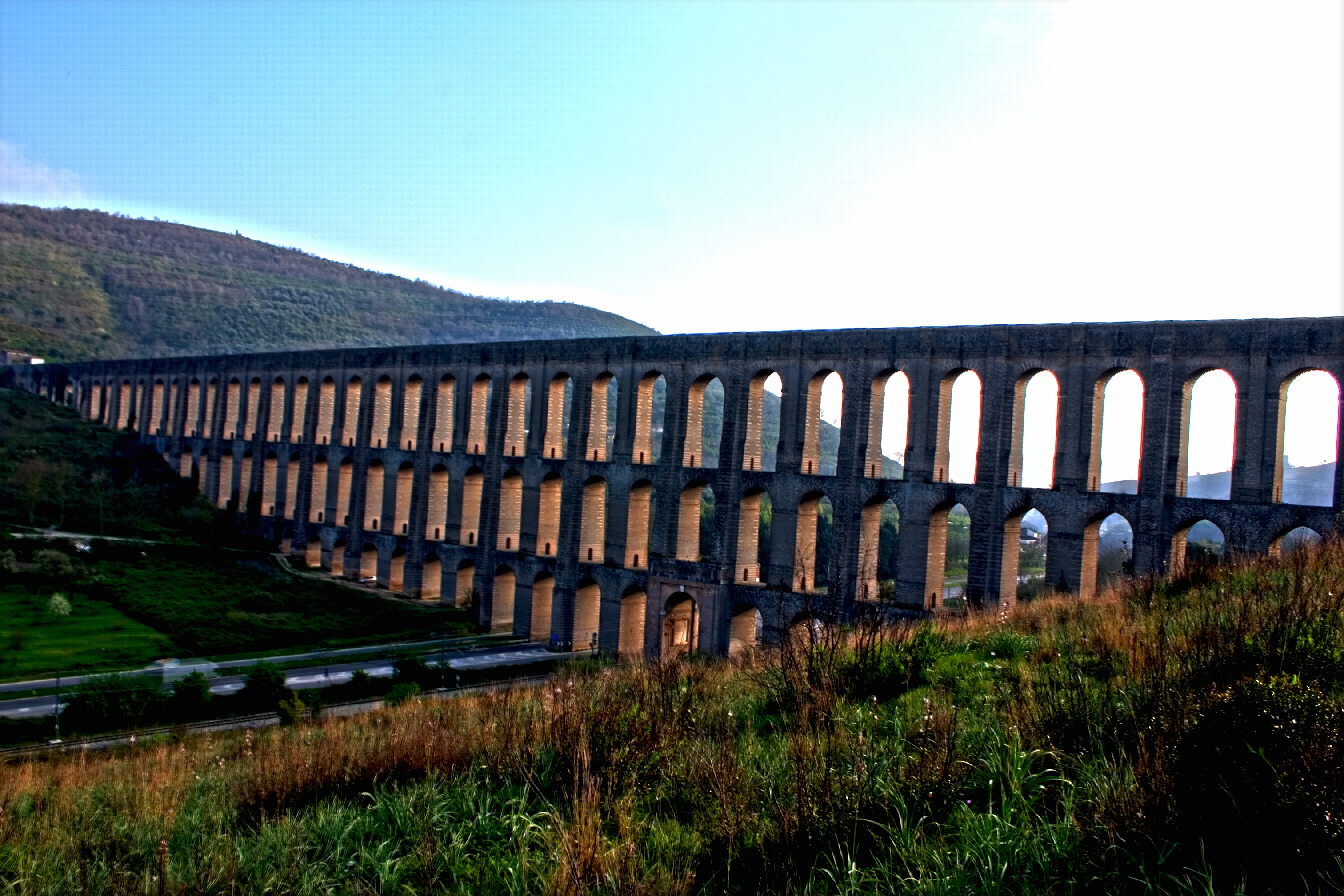
«Акведук Ванвителли»
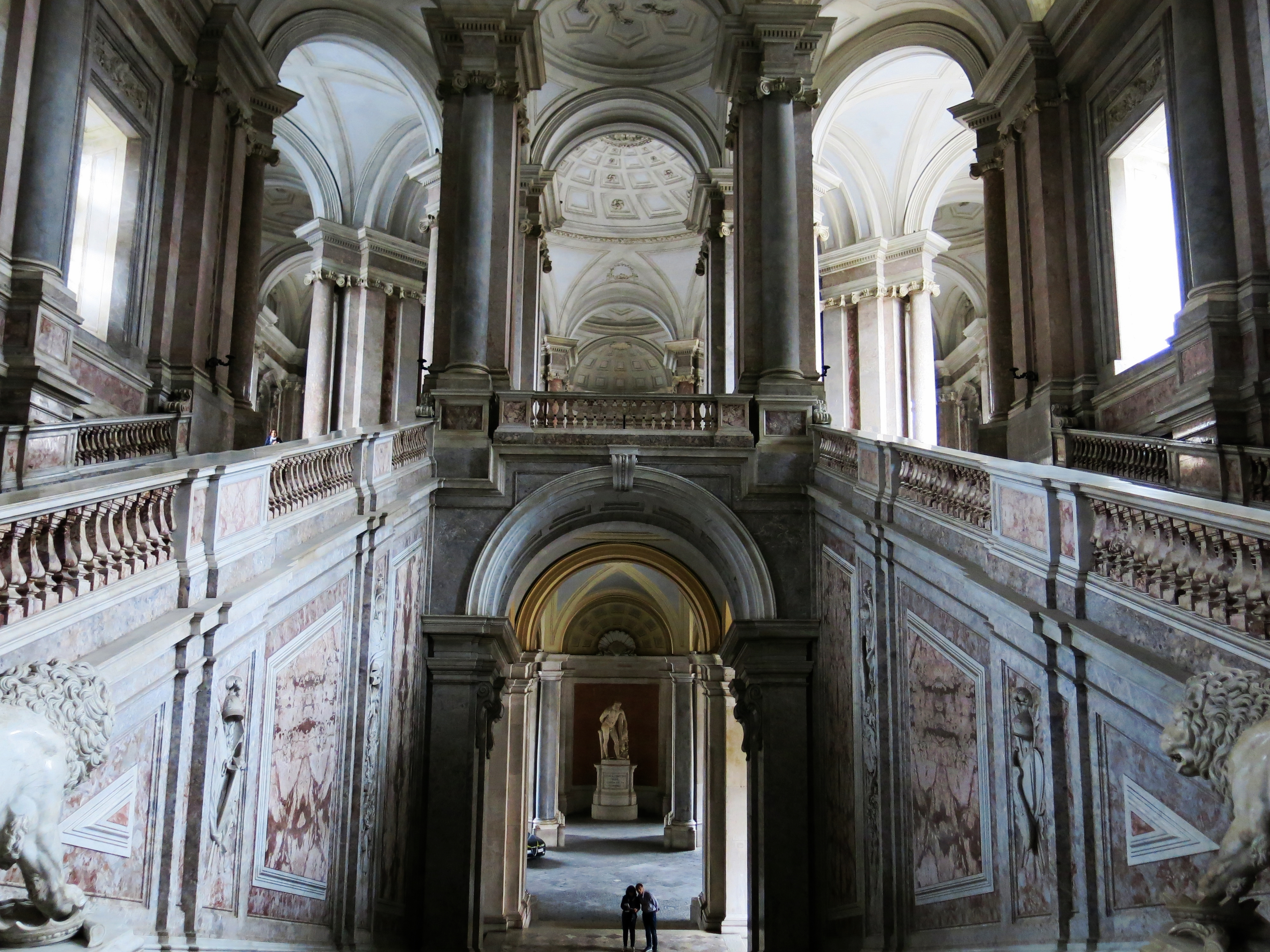
Парадная лестница дворца
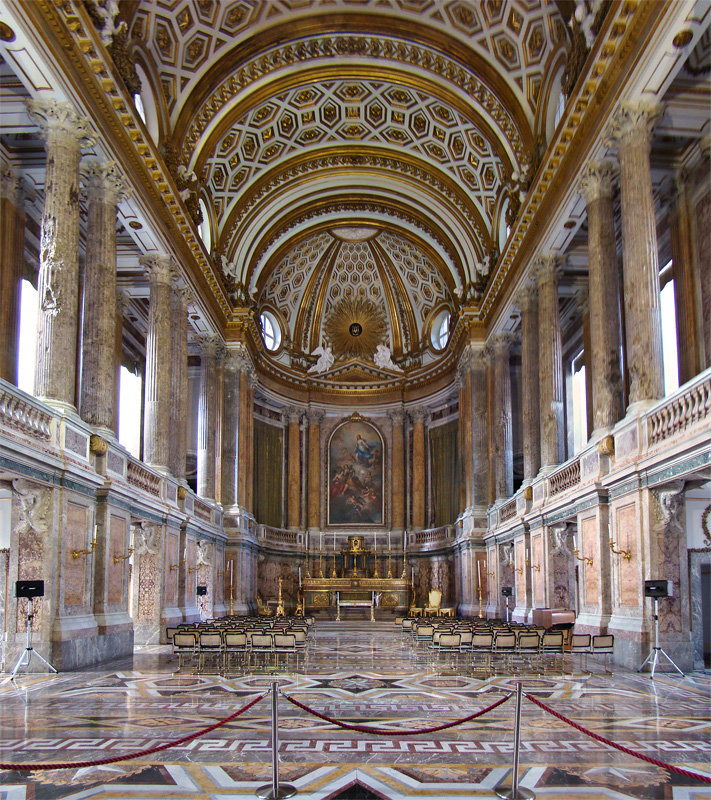
Палатинская (Дворцовая) капелла
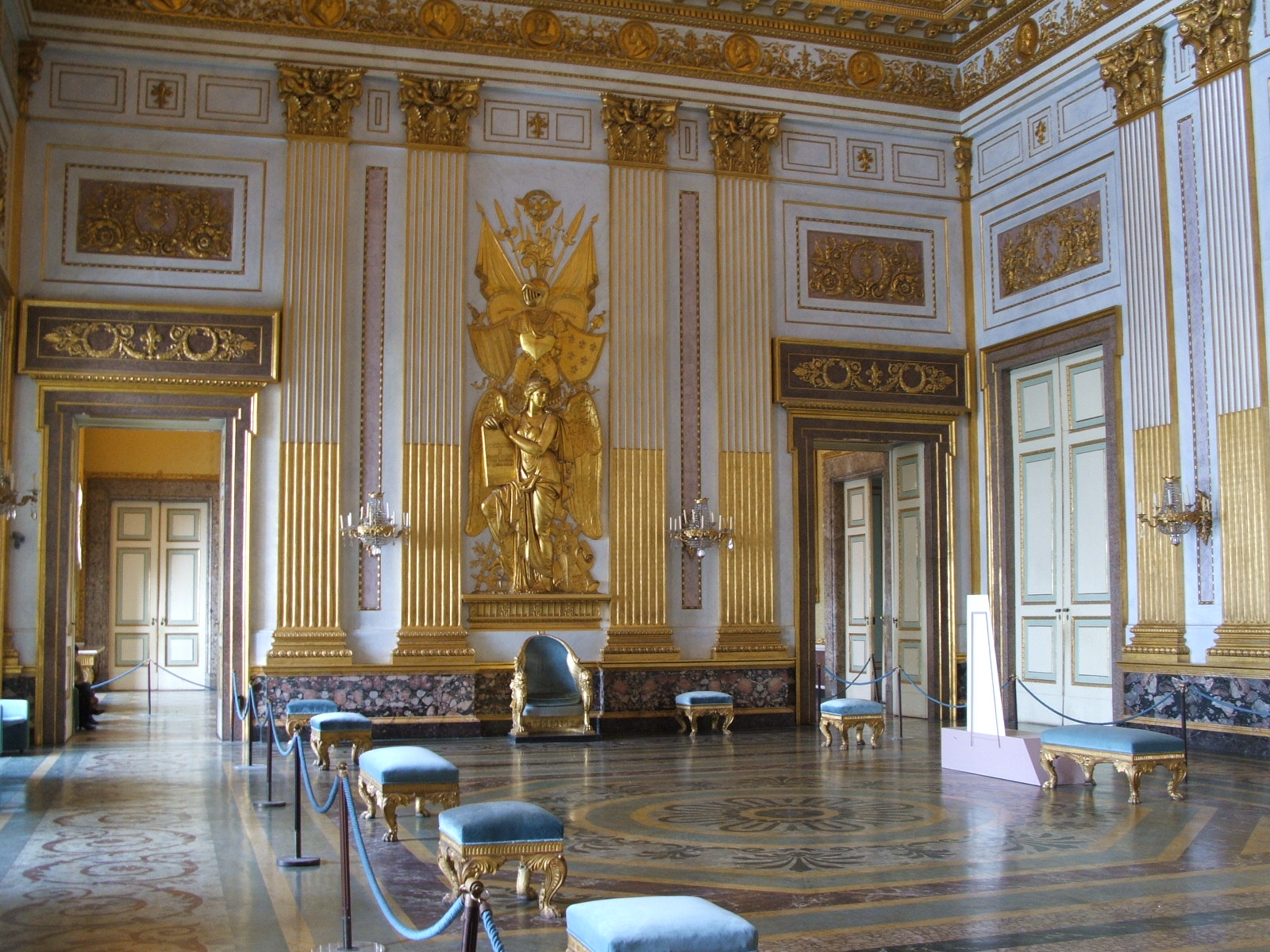
Тронный зал

## Архитектурный стиль
Сложность работы в Казерте состояла в том, что за время строительства стиль барокко вышел из моды и Ванвителли пришлось приспосабливаться к эстетике неоклассицизма. Тем не менее Казертский дворец с окрестными постройками считается его удачей, шедевром мировой архитектуры и находится под охраной ЮНЕСКО как памятник Всемирного наследия.
Эклектичность его творений и многогранность творческого чувства делают Ванвителли архитектором, которого трудно вписать в узкие горизонты определённого художественного течения; творчество Ванвителли предстает не лишённым противоречий, типичных для переходного периода между барокко и неоклассицизмом. В целом можно сказать, что, с одной стороны, художественный язык Ванвителли объединяет многогранное наследие позднего барокко, а с другой продвигает новые архитектурные решения, предлагаемые неоклассицизмом; поэтому стилевые оценки его творчества неоднозначны и противоречивы.
Историк искусства Коррадо Мальтезе, например, категорично определяет работы Ванвителли как барочные: «Неоклассический характер, на который мы бы желали уповать, явно отрицается живописными и сценографическими эффектами арок, сводов, лестниц, колонн, пилястр, рам и бесчисленных ниш, и, наконец, подготовительными эскизами, направленными на создание живописных эффектов света и тени, движения и глубины масс и плоскостей… Замкнутый план Казерты никак не касается и тем более не возвещает неоклассический мир: он баррикадируется в его тяжёлых стенах, удаляясь от сценографии игры воды, отражающейся от холмов, отрицает глубочайшую связь с внутренней жизнью дворца, превращая его в роскошный придаток». Ренато Бонелли выступил против тезиса Мальтезе и увидел в архитектуре Ванвителли неоклассические результаты: «Приблизительно в середине восемнадцатого века, когда Ванвителли спроектировал Реджию, историческая скобка барокко устарела, и архитектура французских отелей (неправильно называемая словом рококо) пришла, чтобы показать необходимость радикального пересмотра интерьеров, украшенных фривольным и утончённым декором, к простым и сдержанным формам состоящим из классических элементов… Выбранный путь был путём нового расширения классического языка».
Жермен Базен заметил, что прообразом капеллы Королевского дворца в Казерте послужила Королевская капелла в Версале, но Ванвителли, повторяя её композицию, значительно усилил декоративность интерьера за счёт цветного мрамора. По поводу знаменитой «двусветной» (охватывающей два этажа) Парадной лестницы дворца (Scalone d’onore) из белого каррарского мрамора, шедевра архитектора Ванвителли, французский историк искусства отмечал, что «придерживаясь традиционных для итальянской архитектуры принципов построения пространства, Ванвителли вместе с тем внёс одно оригинальное решение, благодаря которому посетитель сразу же оказывался в центре дворцового ансамбля… За дворцом, также в подражание Версалю, открывается грандиозная перспектива парка, что было новшеством для Италии, где сады по-прежнему располагались террасами. Оставаясь барочной по духу и грандиозности масштаба, Казерта вместе с тем обнаруживает черты неоклассицизма: в экономном использовании изогнутых поверхностей и в применении — на внешних фасадах — расположенных ярусами огромных колонн совершенных пропорций; подобный принцип оформления фасада впоследствии станет типичным для архитектуры всей Европы».

## Другие постройки Ванвителли

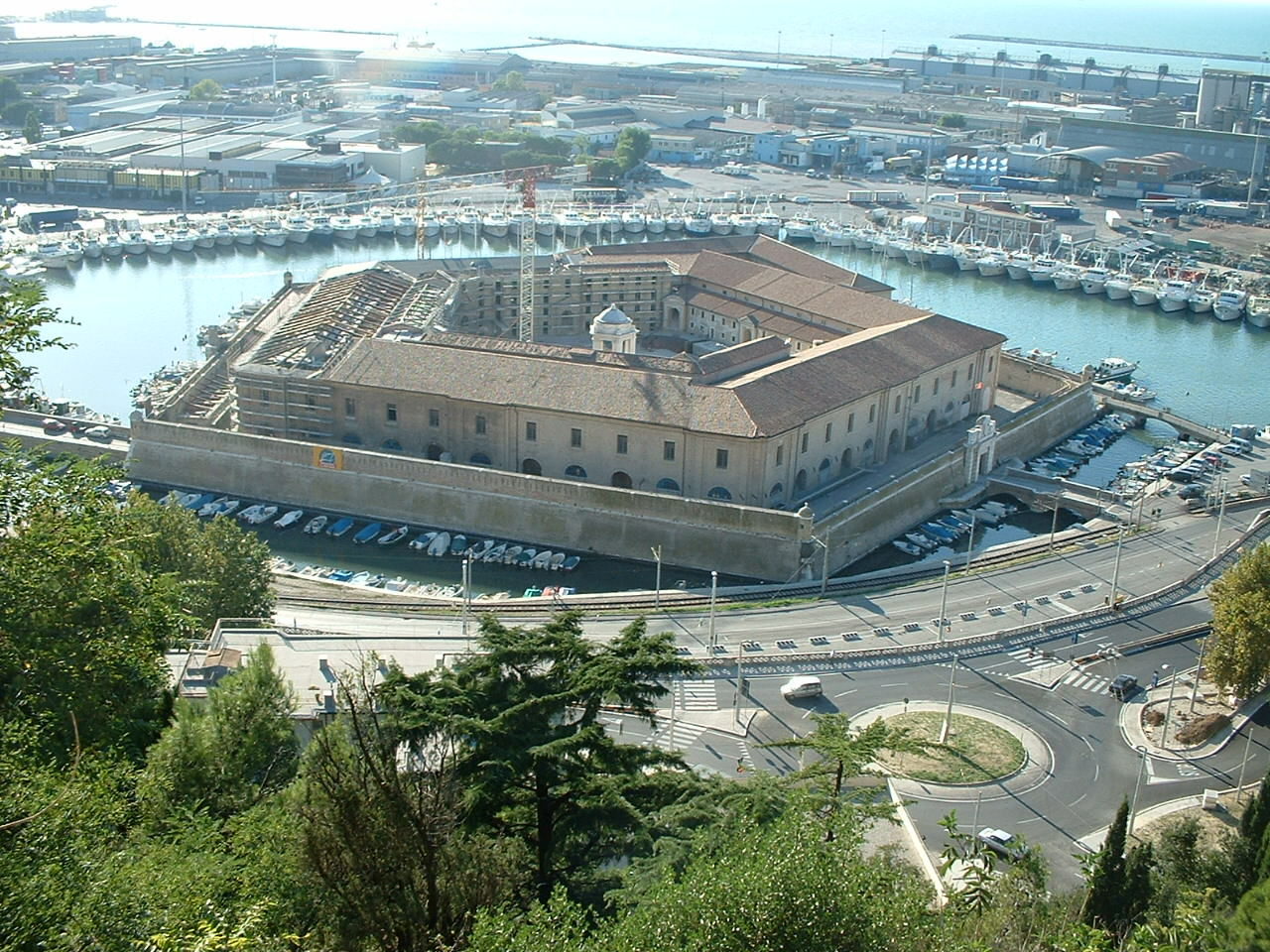
Лазарет Анконы, или "Мол Ванвителли"
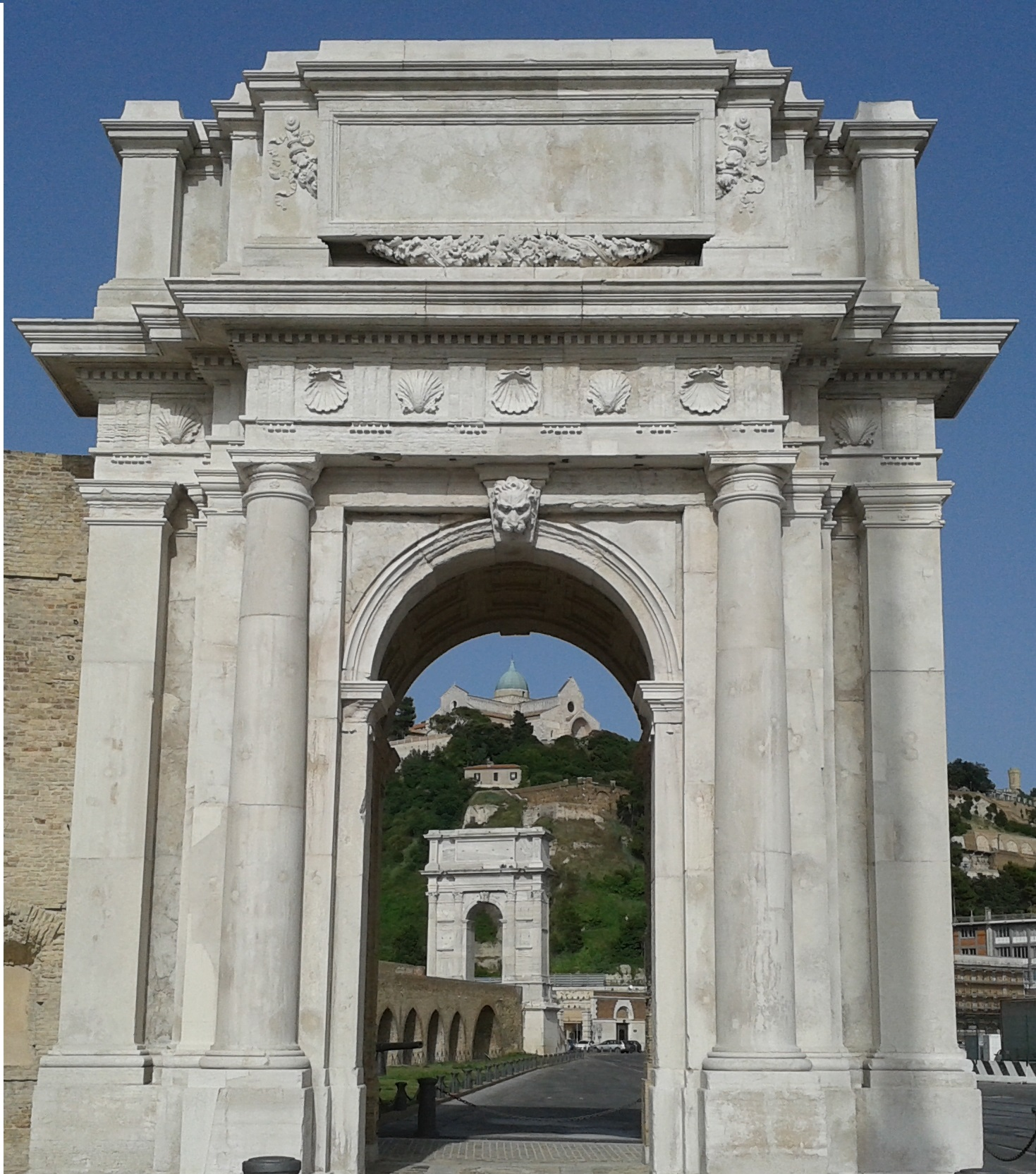
Арка Клементино, Анкона
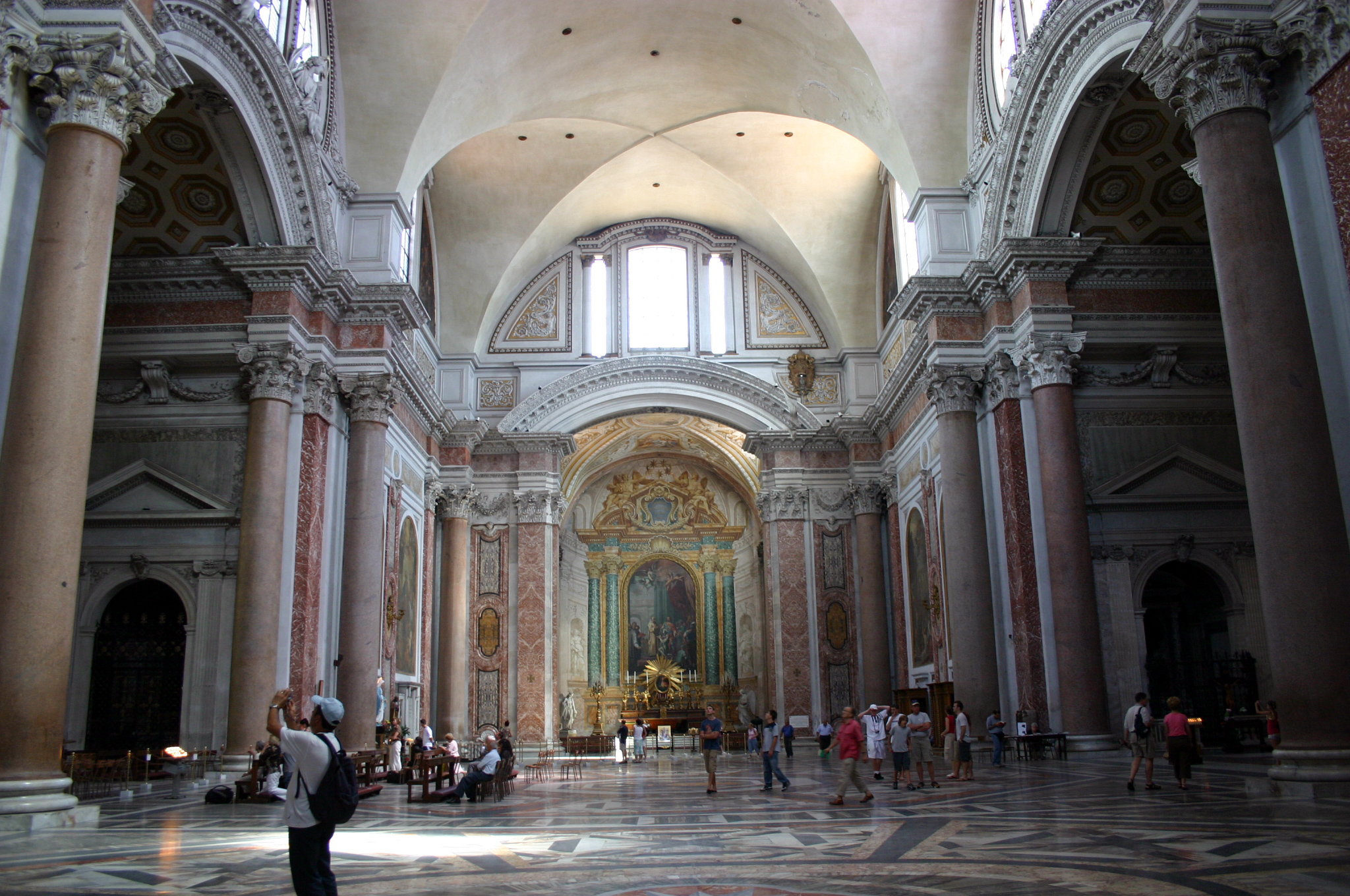
Базилика Санта-Мария-дельи-Анджели-э-дей-Мартири. Трансепт. 1748-1749. Рим
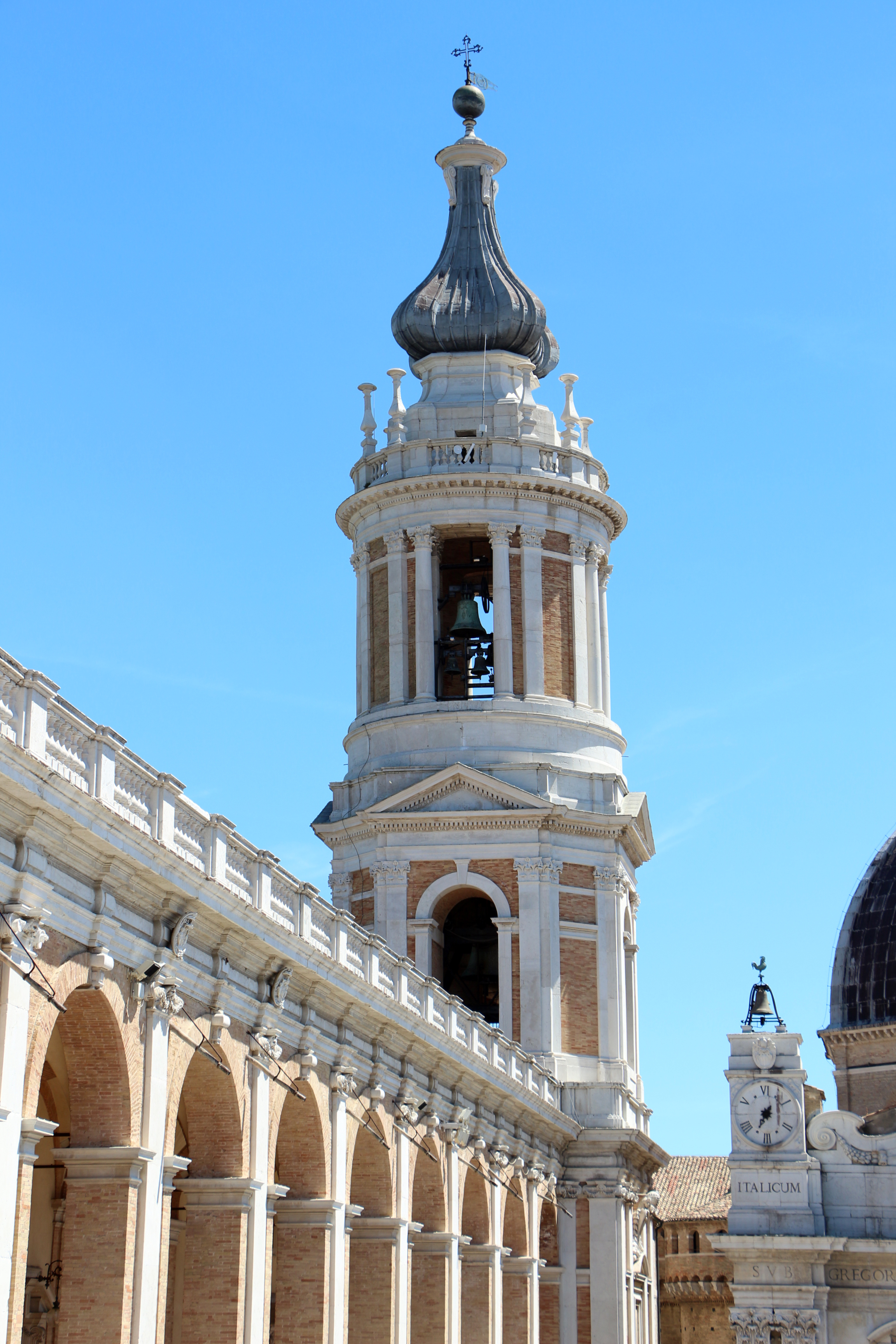
Кампанила Сантуарио в Лорето. 1750-1754
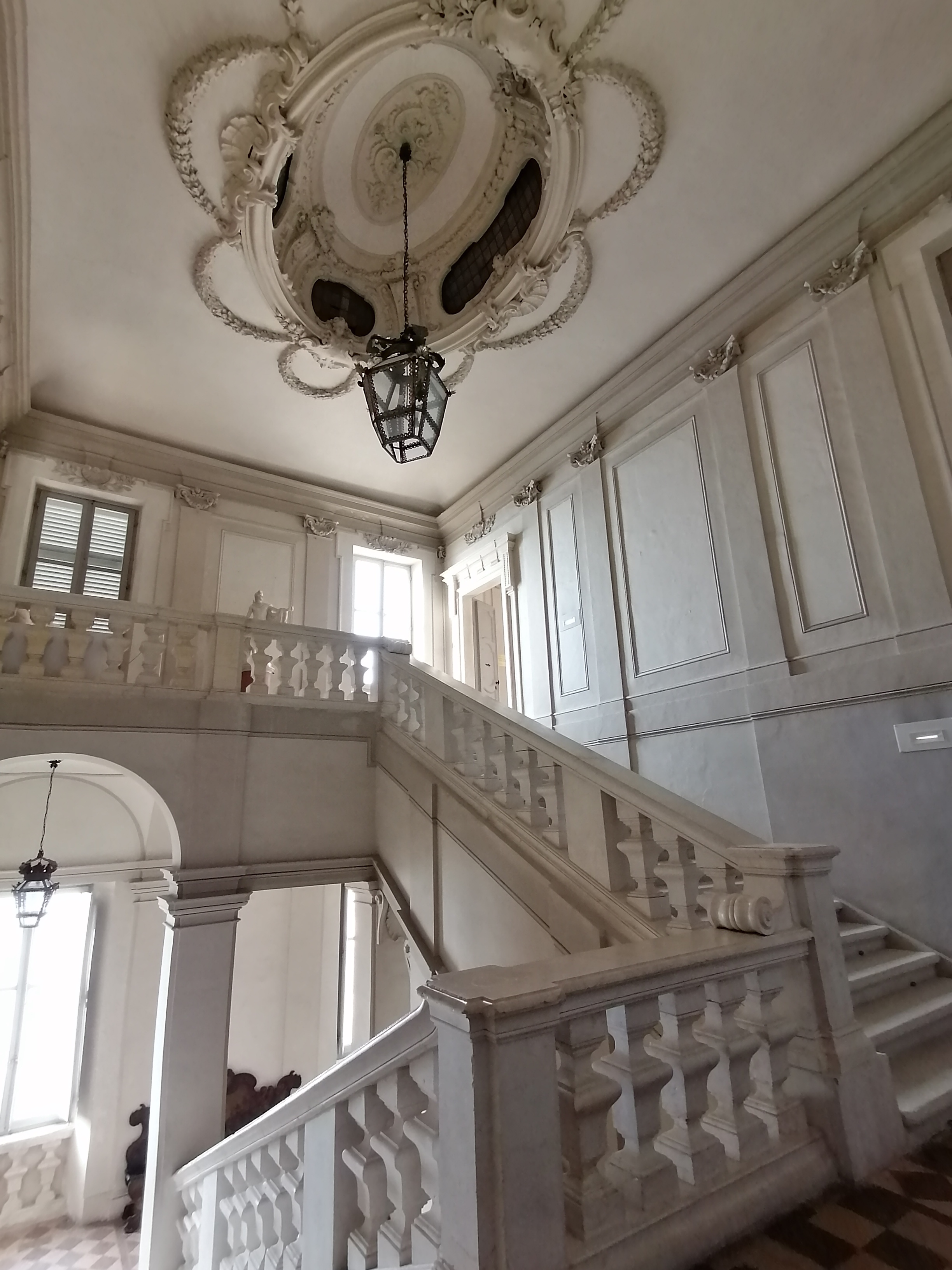
Лестница в Палаццо Ферретти, Анкона. 1759
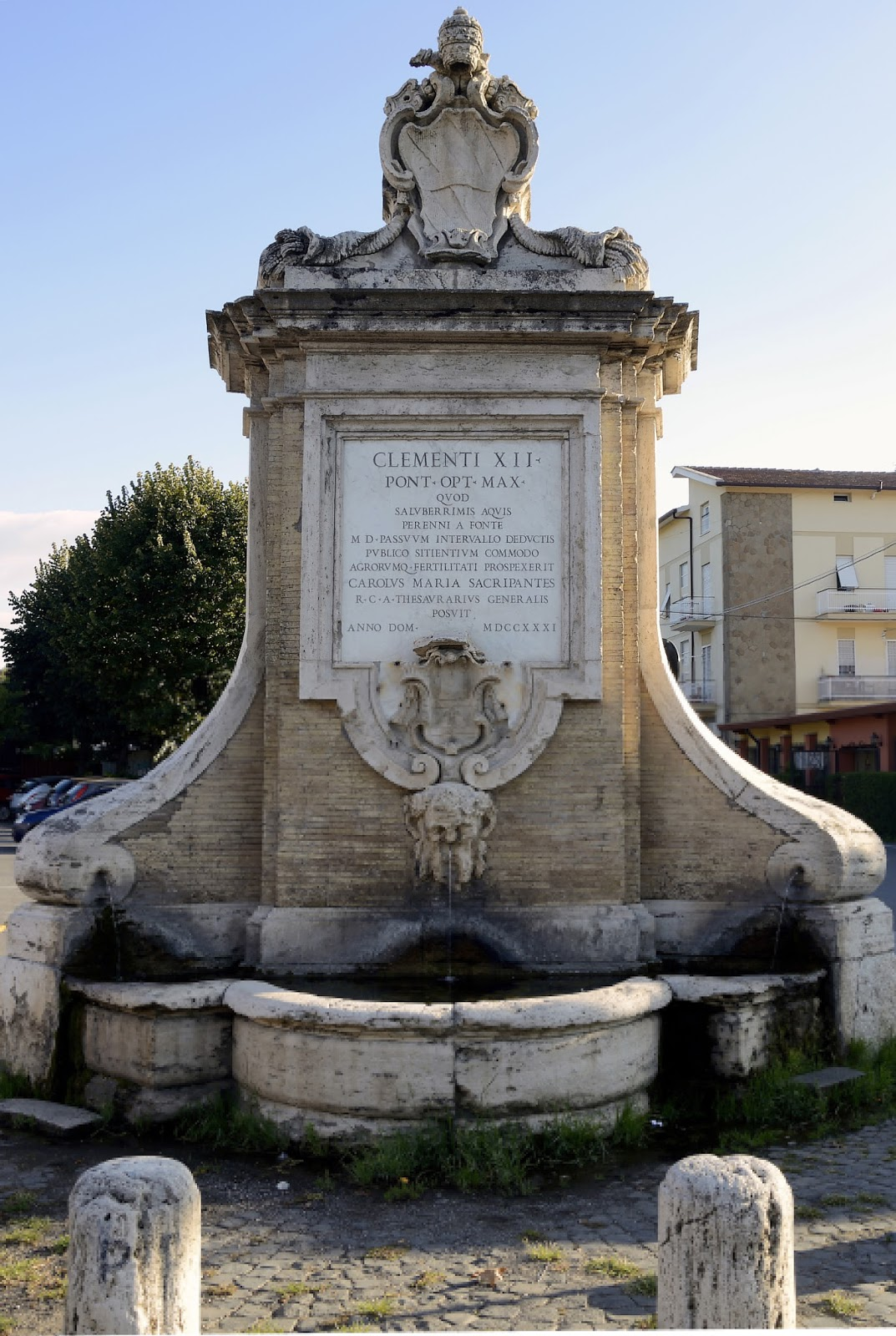
Фонтан в Вермичино
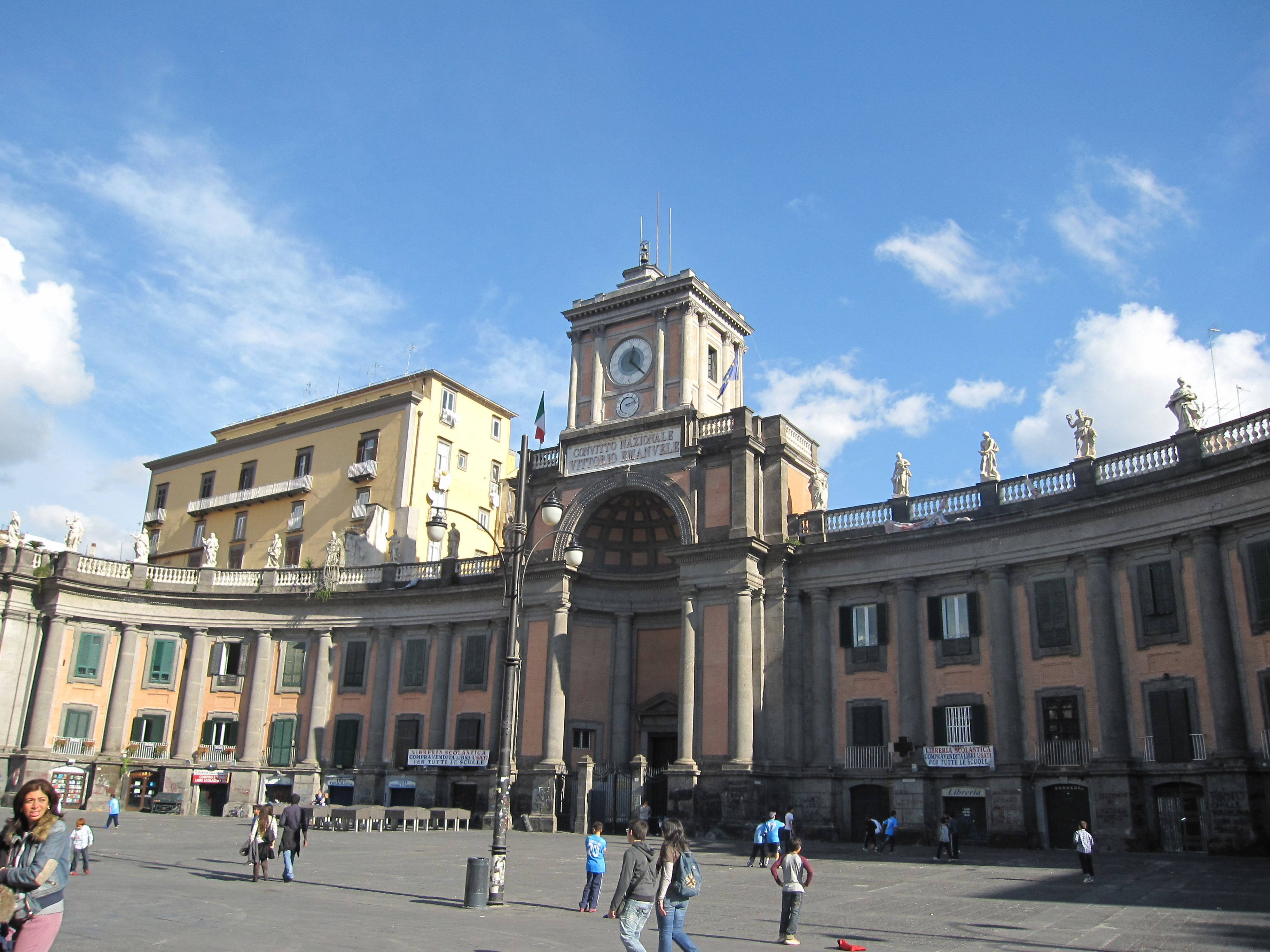
Форум Карлино, Неаполь
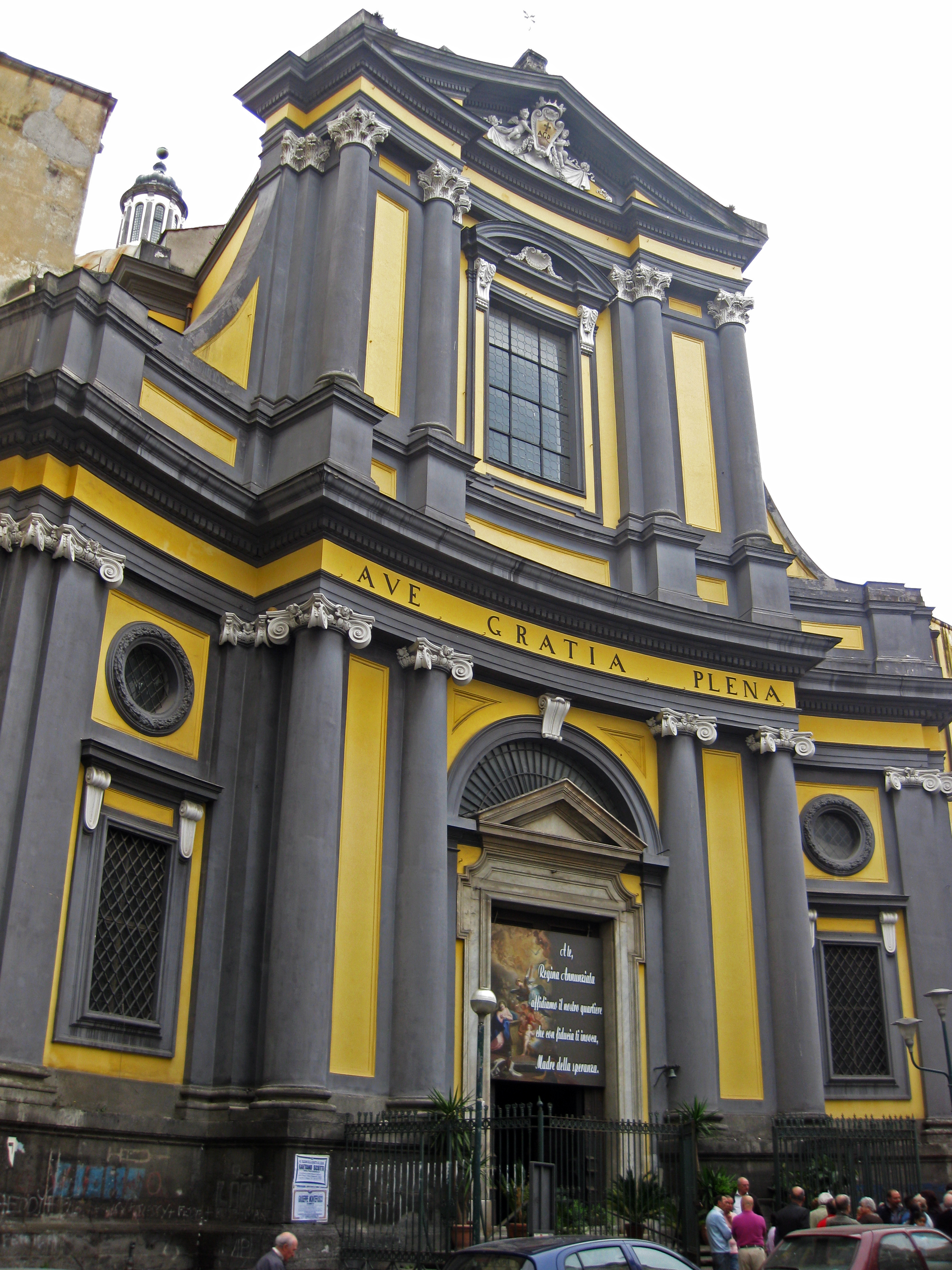
Базилика Сантиссима Аннунциата, Неаполь. 1774. Фасад 1782 г.
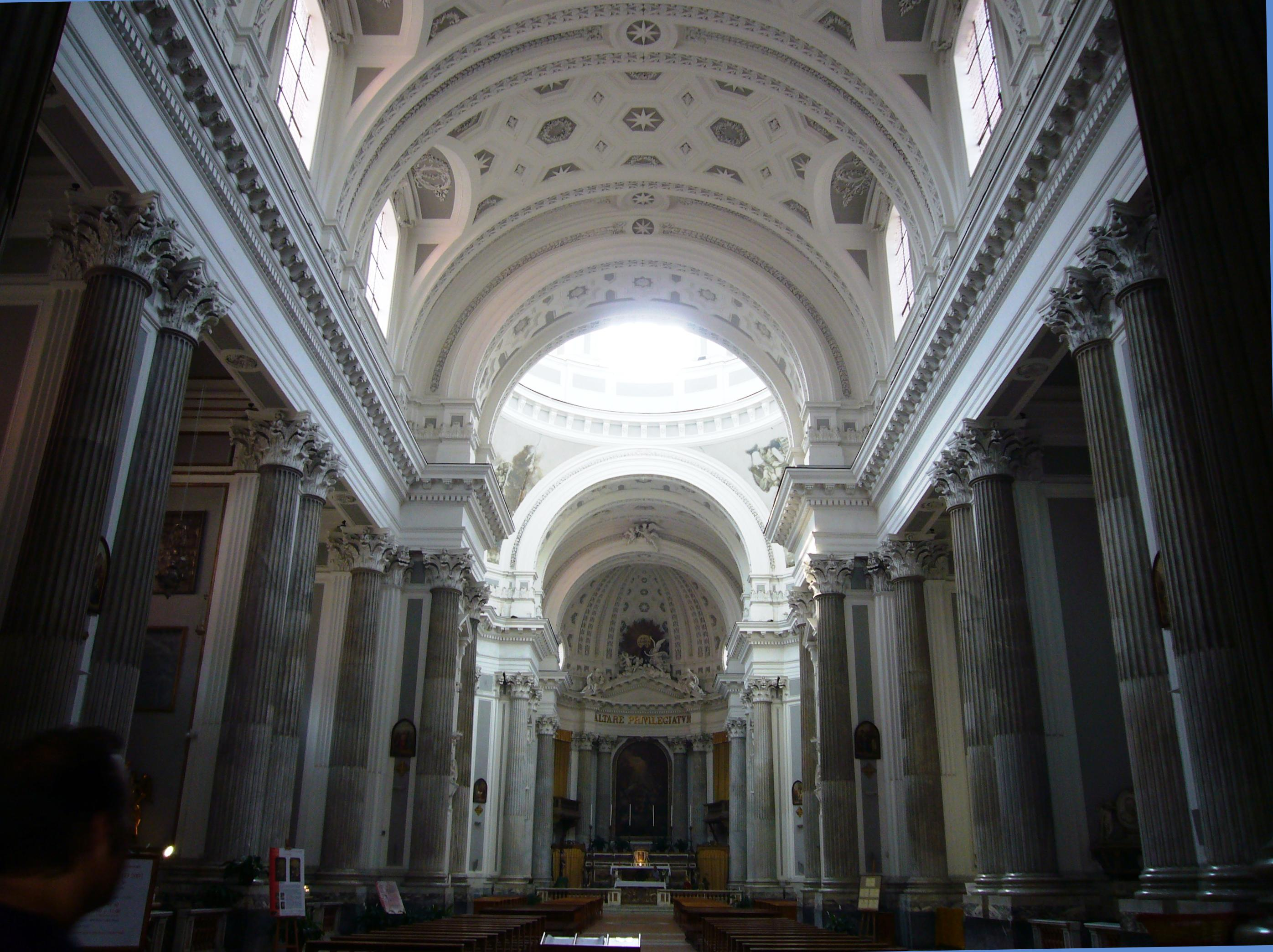
Базилика Сантиссима Аннунциата. Интерьер
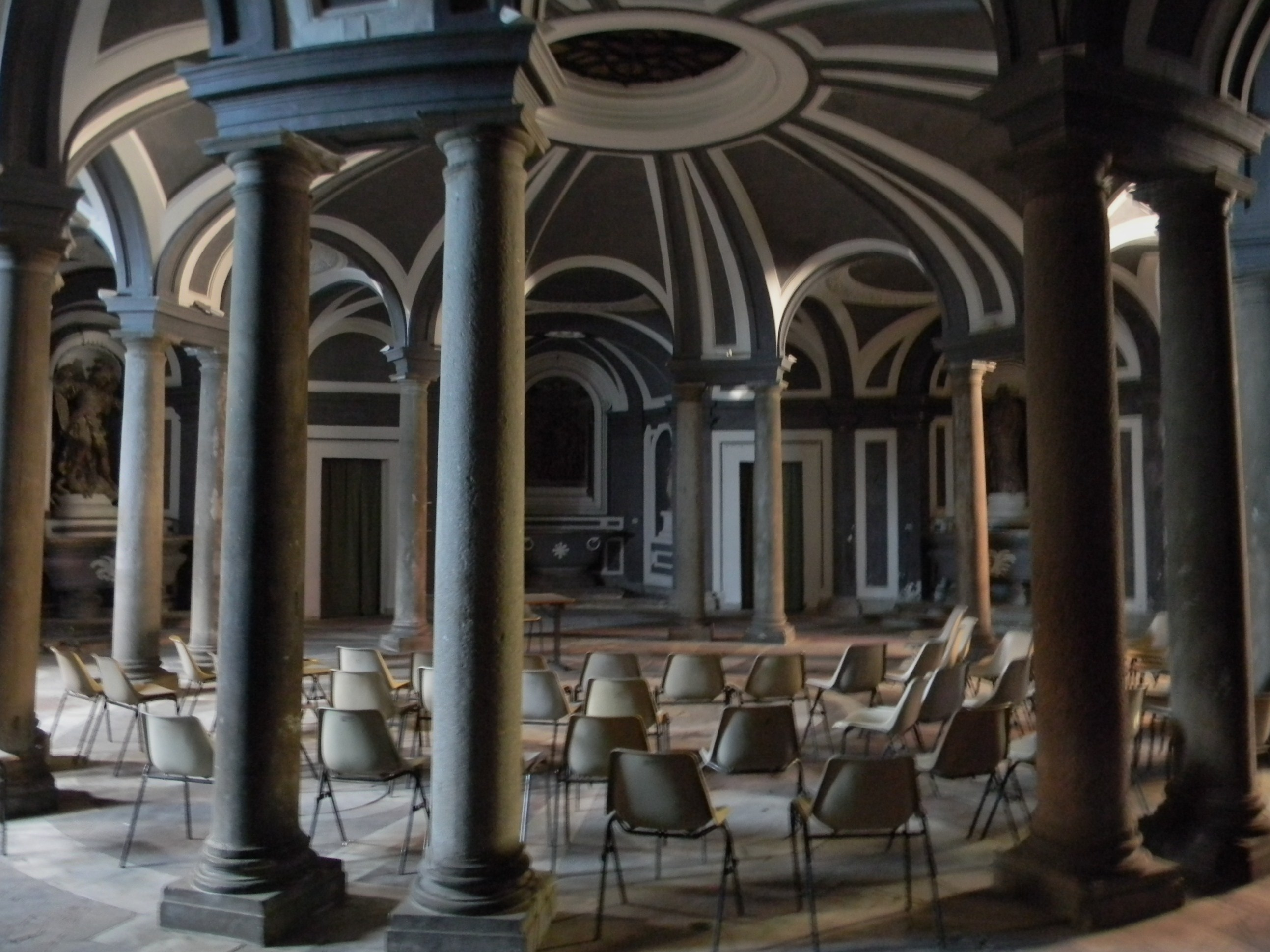
Базилика Сантиссима Аннунциата. Подземная церковь
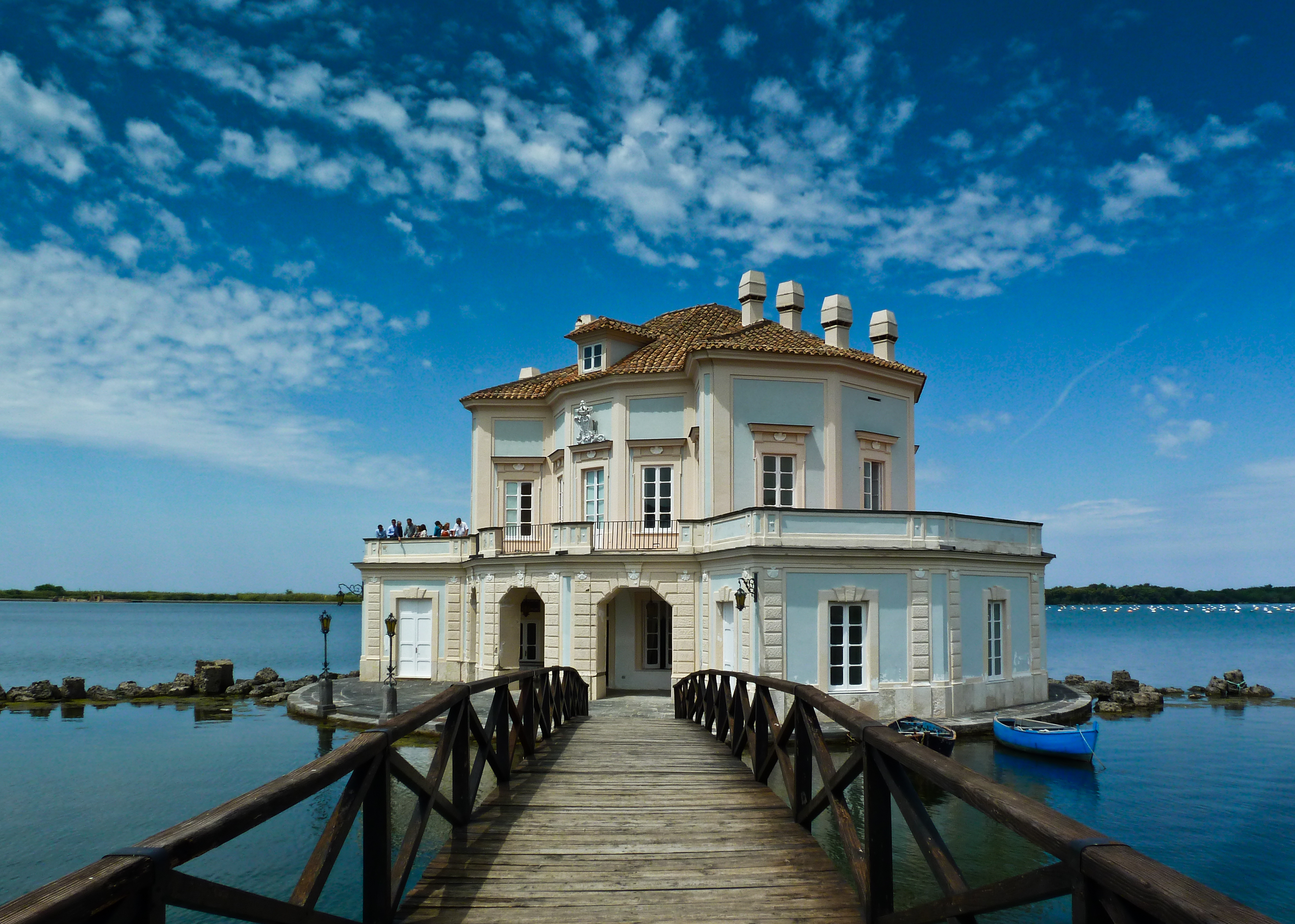
«Домик Ванвителли» на о. Фузаро близ Неаполя. 1782

## Отражения в истории
- Луиджи Ванвителли-младший, племянник архитектора, написал его биографию, названную «Жизнь архитектора Луиджи Ванвителли» (Vita dell’architetto Luigi Vanvitelli)
- Имя Ванвителли носит одна из станций неаполитанского метрополитена.